# Papa Inocêncio II
O Papa Inocêncio II, nascido Gregorio Papareschi (Roma, c. 1080 — Roma, 24 de setembro de 1143), foi o 164º Papa, de 14 de fevereiro de 1130 até o dia de seu falecimento.
Sofreu uma forte oposição do Antipapa Anacleto II e um grande apoio de São Bernardo de Claraval. 
Instituiu o celibato, combateu a usura, a simonia, os falsos pontífices, e também os falsos sacramentos e as falsas penitências.

## Condenação da usura
Inocêncio II, no II Concílio de Latrão, em 1139, determinou: "Cânon 18 - Condenamos, ademais, aquela detestável e ignominiosa rapacidade insaciável dos prestamistas - (usurários, emprestadores) - repudiada pelas leis humanas e divinas, por meio das Escrituras no Antigo e no Novo Testamento, e separamos de todo consolo da Igreja, mandando que nenhum Arcebispo, nenhum Bispo, ou Abade de qualquer ordem, quem quer que seja na ordem ou no clero, se atreva a receber aos usurários, senão com suma cautela, antes bem, em toda a sua vida sejam estes considerados como infames, e se não se arrependem, sejam privados de sepultura eclesiástica" (Inocêncio II, II Concílio de Latrão, cânon 18, Denzinger, 365).

## Inocêncio II e as profecias de São Malaquias

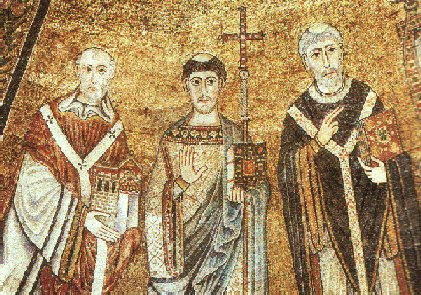
Parte de mosaico na igreja de Santa Maria in Trastevere em Roma. O Papa Inocêncio II está à esquerda, ao lado de S. Lourenço e S. Calisto. O Papa é retratado como fundador da nova igreja de Santa Maria, tendo um modelo do edifício nas mãos.

O homem que se tornou são Malaquias nasceu no ano de 1094, em Armagh, na Irlanda. Seu nome de batismo era Maelmhaedhoc O'Morgan; que depois foi latinizado para Malaquias. Estava ainda em plena adolescência quando se tornou o Ábade de Armagh. Todos os que o conheciam ficavam surpreendidos pela sua devoção a Deus e pela sua forte presença. Ele era alto, grande, magro e luminoso; mas, o mais importante - ele era sábio além de seus anos. Isso estava claro. Em 1119 ele foi ordenado padre. Mas só em sua primeira viagem a Roma, aos 45 anos (em 1139), que suas visões começaram. No princípio, ele ficou muito atormentado pelas imagens que via. Sua maior preocupação foi a visão da destruição da Santa Igreja. Ele rezou e se fortaleceu, sem nunca ter questionado o testamento de Deus. Lhe foi dito que não revelasse o conteúdo de suas visões abertamente. Ao invés, ele escreveu lemas curtos ou sátiras que descreviam cada Papa, até o último deles, de forma que eles serviriam como um esboço do tempo até o fim desta Era. Antes do outono de 1140, todas as suas profecias haviam sido transcritas para o papel. Malaquias confiou as visões encadernadas ao então Papa Inocêncio II. No princípio ele não levou Malaquias a sério… Foi então que o próprio Papa Inocêncio II recebeu uma visão e uma advertência dura de Deus. Dali em diante, o Papa levou fé em tudo aquilo Malaquias lhe falou. Inocêncio II trancafiou os lemas na Igreja onde lá permaneceram, não lidos, por quase 400 anos. Malaquias passou o resto de sua vida servindo a Deus, curando e alimentando os famintos. Ele recebeu visões até o fim de sua vida - predizendo, com 19 dias de antecedência, a própria morte com exatidão de data e hora. Morreu nos braços de São Bernardo, em Claraval, França.

## Apoio aos templários
Em 29 de março de 1139, na bula "Omne datum optimum", estabeleceu privilégios para a Ordem dos Pobres Cavaleiros de Cristo e do Templo de Salomão, conhecida mais popularmente como Ordem dos Cavaleiros Templários. O principal desses privilégios foi a isenção da jurisdição episcopal, assim a Ordem tinha os seus próprios padres, os seus capelães, garantindo a assistência religiosa e o culto litúrgico, e que não dependiam dos bispos da região em que estivessem.
Em 1142, o senado romano sublevou-se contra o pontífice. Em ato instigado por Arnaldo de Brescia, o senado toma o poder civil dos papas, tendo como objetivo elevar a municipalidade ao status de comuna ou república, a exemplo de outras cidades do norte de Itália, desencadeando distúrbios que se estenderam por quarenta e quatro anos.